# 河原智
河原智（日语： Kawahara Satoru，？—），神奈川县横滨市出身，日本男子乒乓球运动员，曾就读于早稻田大学。他曾获得1967年世界乒乓球锦标赛男子团体金牌。